# Station Besançon-Mouillère
Station Besançon-Mouillère is een spoorwegstation in de Franse gemeente Besançon.